# Ilimuda
Ilimuda (Indonesisch: Gunung Ilimuda) is een stratovulkaan op het Indonesische eiland Flores in de provincie Oost-Nusa Tenggara.